# Der Heiligen Leben
Der Heiligen Leben war die am weitesten verbreitete volkssprachliche Legendensammlung des europäischen Spätmittelalters. Sie entstand um 1400 im Dominikanerkloster Nürnberg als zweibändiges Legendar in Prosa – daher auch Prosapassional genannt.
Das Werk ist in knapp 200 Handschriften und 33 oberdeutschen und 8 niederdeutschen Druckauflagen überliefert und war im gesamten deutschsprachigen Raum wie in den Niederlanden und in Skandinavien verbreitet. Es stellt eine große Ausnahme unter den deutschen Legendaren dar, weil es nicht primär auf lateinische Quellen, sondern letztlich fast ausschließlich auf deutsche Vers- und Prosalegenden zurückgeht (Reimpassional, 'Märterbuch', Hartmann von Aue: 'Gregorius', Ebernand von Erfurt: 'Heinrich und Kunigunde', Reinbot von Durne: 'Georg' usw.). Es galt als volkssprachliches hagiographisches Quellenwerk schlechthin (Meistersinger, Jakob Mennels 'Habsburgisches Heiligenbuch' usw. sowie für die bildende Kunst) und wurde aufgrund seiner großen Popularität im Jahr 1537 auch zum Ziel einer Spottschrift Martin Luthers, Die Lügend von Sant Joh. Chrysostomus.

## Ausgaben
- M. Brand, K. Freienhagen-Baumgardt, R. Meyer, W. Williams-Krapp (Hrsg.): Der Heiligen Leben. Band I: Der Sommerteil (= Texte und Textgeschichte. Band 44). Tübingen 1996.
- M. Brand, B. Jung, W. Williams-Krapp (Hrsg.): Der Heiligen Leben. Band II: Der Winterteil (= Texte und Textgeschichte. Band 51), Tübingen 2004.
- Severin Rüttgers (Hrsg.): Der Heiligen Leben und Leiden anders genannt das Passional. 2 Bände (Winterteil und Sommerteil). Leipzig 1913 (Der Ausgabe sind 167 Abbildungen nach den Holzschnitten des Lübecker Drucks von 1492 beigegeben; im Band 2 ein Nachwort des Herausgebers zur Entstehungsgeschichte des Werkes und der Holzschnitte sowie ein kalendarisches Register und ein Namensverzeichnis.)